# Vitlöksräkor

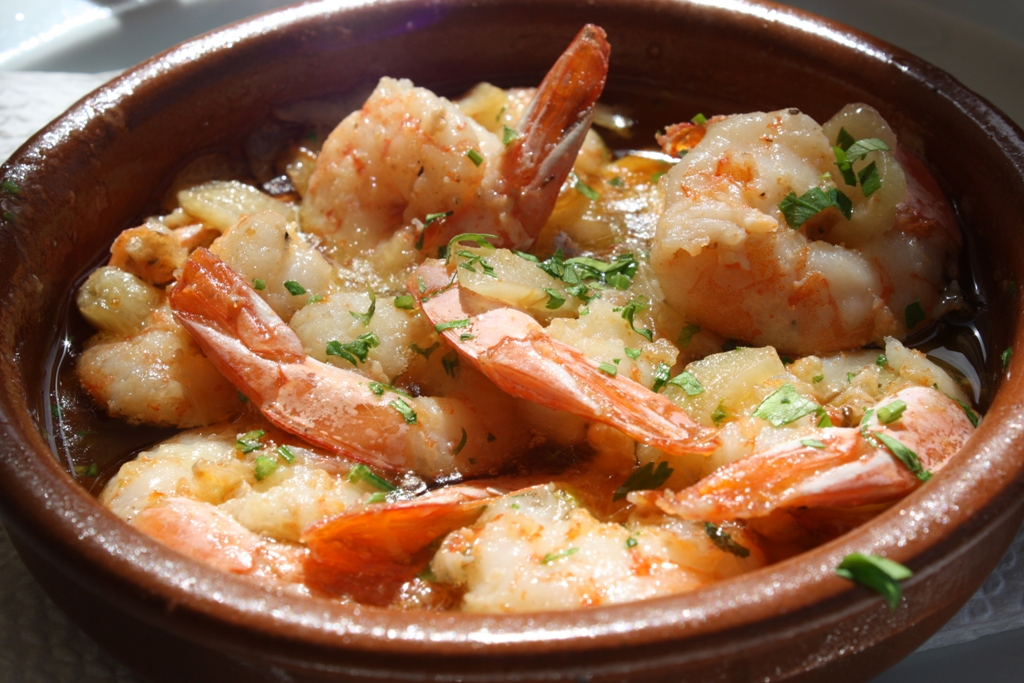
Vitlöksräkor.

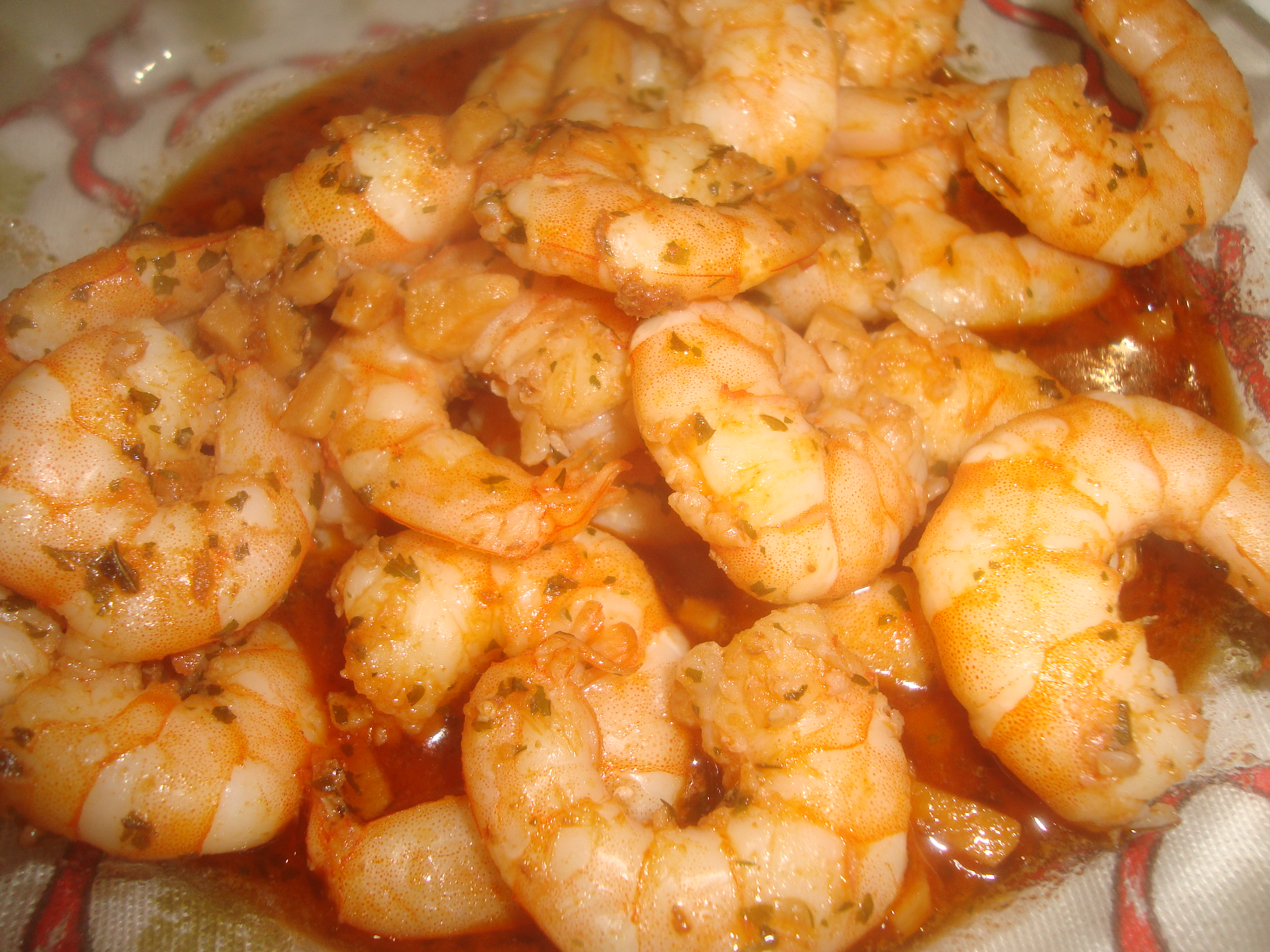
Vitlöksräkor eller räkor i vitlöksolja (Spanien)

Vitlöksräkor eller räkor i vitlöksolja (spanska: gambas al ajillo) är en tapasrätt som är populär i sydvästra Spanien. Den tillagas främst av räkor, vitlök och olivolja, men ibland tillsätts även chili för att få litet extra smak.[källa behövs]

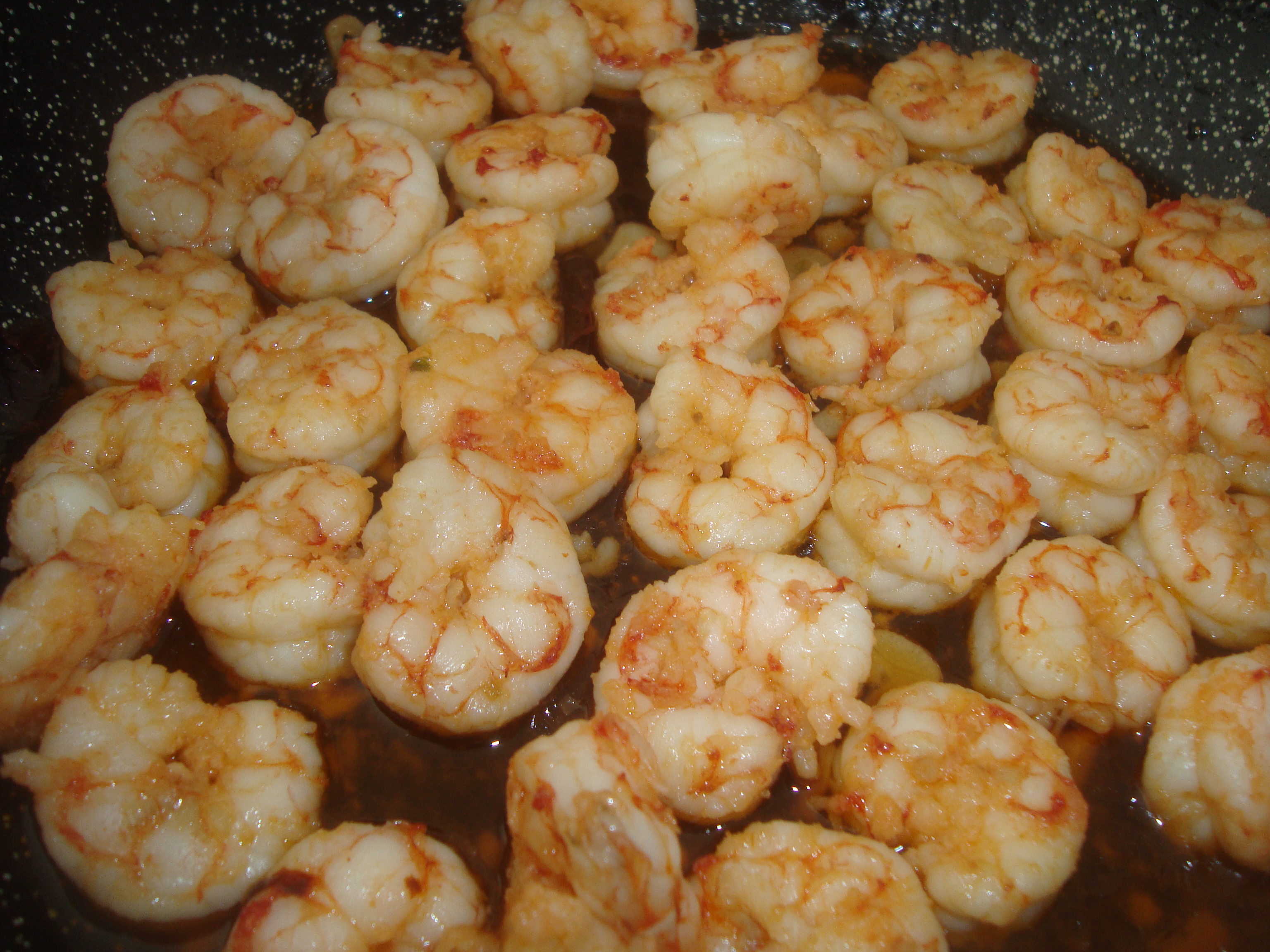
Vitlöksräkor eller räkor i vitlöksolja (Spanien)